# 高英煥
高 英煥（コ・ヨンファン、朝鮮語: 고영환、1953年7月14日 - ）は、朝鮮民主主義人民共和国（北朝鮮）の元外交官。朝鮮外務省に勤務し、北朝鮮を訪問したフランス語圏の国家首班及び代表団の通訳·案内役を務めていた。1991年に脱北し、韓国へ亡命した。

## 経歴
- 1972年8月、平壌外国語学院フランス語科卒業。
- 1977年8月、平壌外国語大学3学部フランス語科卒業。
- 1979年6月、朝鮮外務省東アフリカ担当補助指導員。
- 1980年6月、駐ザイール北朝鮮大使館三等書記官。
- 1984年12月、外務省アフリカ担当局指導員。
- 1987年7月、外務省アフリカ担当局課長。
- 1988年11月、駐ザイール北朝鮮大使館1等書記官。
- 1990年12月、駐コンゴ北朝鮮大使館1等書記官（参事待遇）。[1]
- 1991年、駐コンゴ北朝鮮大使館1等書記官として勤務中、監視を受けた国家高位局の党員が金儲けを断ったという理由で嫌われてから、行動の制約を受け始める。その後、西欧の雑誌やテレビを通じてアルバニアの反共産党デモを見て、共産主義の問題点を指摘した社説が国家高位部職員に伝えられ、粛清されたことが知られ亡命を強行[2]。
- 1992年1月から韓国国家情報院傘下の国家安保戦略研究院で勤務。2016年から2017年まで国家安保戦略研究院副院長を務める[3]。
- 2023年9月6日、韓国統一部に新設された長官特別補佐役に任命された[4][5]。

## 著書
- 『平壌25時 - 金王朝の内幕』、池田菊敏訳、徳間書店、1992年10月、ISBN 9784193550047。
  - 再版：『平壌25時：北朝鮮亡命高官の告白』、池田菊敏訳、徳間書店、1997年6月、ISBN 9784198907013。
- 『亡命高官の見た金正日』、池田菊敏訳、徳間書店、1995年2月、ISBN 9784198602468。
- 『ソウル暮らし平壌暮らし』、河合聡訳、徳間書店、2000年9月、ISBN 9784198913700。